# Cyrtandropsis macrophylla
Cyrtandropsis macrophylla är en tvåhjärtbladig växtart som beskrevs av Rudolf Schlechter. Cyrtandropsis macrophylla ingår i släktet Cyrtandropsis och familjen Gesneriaceae. Inga underarter finns listade i Catalogue of Life.